# 原始乌拉尔语
原始乌拉尔语是用历史语言学方法构拟出的乌拉尔语系共同祖先。原始乌拉尔语可能在约7000–2000 BCE(相当不定)期间分布在乌拉尔山脉周边。

## 定义
据传统的二叉树模型，原始乌拉尔语分化为原始萨摩耶德语和原始芬-乌戈尔语。不过，构拟出的原始芬-乌戈尔语和原始乌拉尔语没什么差别，许多差异来自所使用构拟方法间的系统性差别。因此原始芬-乌戈尔语和原始乌拉尔语在时间上相距可能非常近。另一套构拟认为，原始乌拉尔语分化成三支(芬-彼尔姆语支、乌戈尔语支和萨莫耶德语族)。

### “梳子”模型
21世纪初，这些树状模型被大量新的次级构拟所挑战，形成的演化树比起树更像是“梳子”:1ff因此，乌拉尔语系的第二级分类会是：萨米语族、芬兰语族、摩尔达维亚语族、马里语族、彼尔姆语族、匈牙利语族、曼西语族、汉特语族和萨摩耶德语族，彼此均平等。这个排序也是地理位置及语言相似性的顺序，地理上离得越近的语言越像。

## 音韵学
与原始印欧语的情况相似，原始乌拉尔语的构拟一般不用IPA，而用UPA。

### 元音
原始乌拉尔语的元音和谐和相对不小的能在词首音节出现的元音音素，与今日芬兰语或爱沙尼亚语音系很像：
|        | 前元音 | 前元音 | 后元音 | 后元音 |
|        | 展唇   | 圆唇   | 展唇   | 圆唇   |
| ------ | ------ | ------ | ------ | ------ |
| 闭元音 | i /i/  | ü /y/  | ï /ɯ/  | u /u/  |
| 中元音 | e /e/  |        |        | o /o/  |
| 开元音 | ä /æ/  |        | a /ɑ/  |        |

在别的构拟中，有时中元音*ë/ɤ/会代替*ï，*å/ɒ/会代替*a。:24–25
既没有成音位的长元音也没有双元音，不过同一个单音节中可以同时存在元音和半元音，且没有辅音(如*äj)。

#### 非重读元音
非词首音节的元音是受限的：只有开和闭两对高度对立。:248该对立的实际实现方法仍有争议：一派认为只有/a/和/i/两个原音素，在元音和谐时实现为变体[æ ɑ]或[i ɯ]。
至于闭元音，大多数语支都只保留了一个弱化了的[ə]，只有两个语支能为我们提供有价值的线索：
- 芬兰语支依元音和谐展现/e/或/ɤ/，词尾是/i/。
- 萨米语支的反映比较多样，但它们均可追溯回原始萨米语音素*ë，而它也是原始乌拉尔语*i和*ü在重读音节中的反映。

元音弱化非常常见，芬兰语就有一个受到没有弱化元音的语言影响的中间层(即波罗地语族和早期日耳曼语族语言)，因此原始乌拉尔语存在[ə]的可能性仍是有的。
这三四种词根类型是原始乌拉尔语中最常见的，不过其他更罕见的类型也可能存在。:249例如亲属词汇“姨子/姑子”，原始芬兰语和原始萨摩耶德语形如*kälü。Janhunen (1981)和Sammallahti (1988)将其构拟为*käliw。
构拟原始乌拉尔语非重读元音的主要困难在于它们的高度弱化，在许多语言中甚至消失了。特别是乌戈尔语支和彼尔姆语支，基础词根中几乎没有任何非重读元音的影子。原始双音节词根结构只在西北的萨米语支和芬兰语支、东部的萨摩耶德语族中有所保存。它们间非重读元音的主要对应如下：
| 原始乌拉尔语 | 原始萨米语 | 原始芬兰语 | 原始萨莫耶德语 | 注释             |
| ------------ | ---------- | ---------- | -------------- | ---------------- |
| *-a          | *-ē [eː]   | *-a [ɑ]    | *-å [ɒ]        | :2–3             |
| *-ä          | *-ē [eː]   | *-ä [æ]    | *-ä [æ]        | :6               |
| *-ə          | *-ë [ɤ]    | *-e        | ∅              | 原开音节后:12    |
| *-ə          | *-ë [ɤ]    | *-e        | *-ə            | 原闭音节后:16-17 |

摩尔达维亚语和马里语中的演化更加复杂。前者中，原始乌拉尔语*-a和*-ä常弱化为*-ə；当词的第一个音节包含*u时维持*-a。原始乌拉尔语*-ə在开音节后消失，其他部位偶尔也消失。

#### 元音条件音变
不少词根似乎偏离了非重读音节的基本模式：芬兰语、萨米语和萨摩耶德语均有“典型”词根形态之一，但互相之间不能对应，第一个音节的元音常有偏差，如芬兰语*a或*oo(对应原始乌拉尔语*a或*ë)对萨米语*ā(对应原始乌拉尔语*ä)或*oa(原始乌拉尔语*o)。
不少例子可能都来自非重读音节的元音条件音变。实际上，乌拉尔语支系中构拟的许多元音音变对词干元音的特定组合相当敏感，弱化元音也逃不过。萨米语和摩尔多瓦语支可能发生了*a-ə>*o-a，如：
| 原始萨米语          | 摩尔达维亚                                        | 原始芬兰语       | 原始萨摩耶德语 | 匈牙利语 | 其他反映             | 含义 |
| ------------------- | ------------------------------------------------- | ---------------- | -------------- | -------- | -------------------- | ---- |
| *čoarvē < *ćorwa    | Erzya сюро /sʲuro/ Moksha сюра /sʲura/ < *śorwa-  | *sarvi           | -              | szarv    |                      | 角   |
| *čoalē < *ćola      | Erzya сюло /sʲulo/ Moksha сюла /sʲula/ < *śola-   | *sooli < *sali   | -              | [ 8 ]    |                      | 肠   |
| *koalō- < *kola(w)- | Erzya куло- /kulo-/ Moksha куло- /kulə-/ < *kola- | *koole- < *kali- | *kåə-          | hal      |                      | 死   |
| *koamtē < *komta    | Erzya&Moksha кунда /kunda/ < *komta               | *kanci < *kanti  | -              | -        | Mari комдыш /komdəʃ/ | 盖   |

不过这个音变之后，又发生了*ë高化到*a(后来形成原始萨米语*uo)的音变：
| 原始萨米语      | 摩尔达维亚                            | 原始芬兰语       | 原始萨摩耶德语 | 匈牙利语 | 其他反映 | 含义       |
| --------------- | ------------------------------------- | ---------------- | -------------- | -------- | -------- | ---------- |
| *ńuolë < *ńalə  | Erzya, Moksha нал /nal/               | *nooli < *nali   | *ńël           | nyíl     |          | 箭         |
| *suonë < *sanə  | Erzya, Moksha сан /san/               | *sooni < *sani   | *cën           | ín       |          | 静脉、肌腱 |
| *θuomë < *δamə  | Erzya лём /lʲom/ Moksha лайме /lajmɛ/ | *toomi < *tami   | *jëm           | -        |          | 稠李       |
| *vuoptë < *aptə | -                                     | *(h)apci < *apti | *ëptə          | -        |          | 头发       |

第二组中，*ä-ä > *a-e在芬兰语支中发生了：
| 原始芬兰语     | 原始萨米语 | 原始萨摩耶德语 | 匈牙利语 | 其他形式            | 含义  |
| -------------- | ---------- | -------------- | -------- | ------------------- | ----- |
| *loomi < *lami | -          | -              | -        | Erzya леме /lʲeme/  | 痂    |
| *pooli < *pali | *pealē     | *pälä          | fél      | Erzya пеле /pelʲe/  | 半    |
| *sappi         | *sāppē     | -              | epe      | Erzya сэпе /sepe/   | 瘿    |
| *talvi         | *tālvē     | -              | tél      | Erzya теле /tʲelʲe/ | 冬    |
| *vaski         | *veaškē    | *wäsa          | vas      | Mari -вож /βoʒ/ 矿  | 铜~铁 |

### 辅音
辅音系统中，只有颚化或硬颚-舌叶音，没有舌尖音，这与今日大多数乌拉尔语系语言相同。只存在一个系列的塞音（清不送气）：
|               | 唇音  | 齿音  | 硬颚音(颚化)   | 龈后音  | 软腭音 | 未知 |
| ------------- | ----- | ----- | -------------- | ------- | ------ | ---- |
| 塞音与 塞擦音 | p /p/ | t /t/ | (ć /t͡sʲ ~ t͡ɕ/) | č /t̠͡ʃ/  | k /k/  |      |
| 鼻音          | m /m/ | n /n/ | ń /nʲ ~ ɲ/     |         | ŋ /ŋ/  |      |
| 咝音          |       | s /s/ | ś /sʲ ~ ɕ/     | (š /ʃ/) |        |      |
| 擦音          |       | δ /ð/ | δ´ /ðʲ/        |         |        |      |
| 边音          |       | l /l/ | (ľ /lʲ ~ ʎ/)   |         |        |      |
| 颤音          |       | r /r/ |                |         |        |      |
| 半元音        | w /w/ |       | j /j/          |         |        |      |
| 未知          |       |       |                |         |        | /x/? |

用*x表记的音素，具体音值不明，只能确定它的部位比较靠后，[x]、[ɣ]、[ɡ]和[h]均有学者假设。Janhunen (1981, 2007)甚至暗示了元音的可能性。这个音与印欧语喉音有些相似(借词也能对应)：少数学者在后来发展出长元音的词根的音节末构拟该音(与土耳其语ğ相似)，它在芬兰语支中保存得最好，萨摩耶德语族则形成复元音，如*åə。两类词根间的相关性并不完美，而且别的理论也可以解释芬兰语支中的元音长度和萨摩耶德语族中的元音次序。*x在词中也演化为芬兰语支长元音，但在其他地方则清晰地反映为清辅音：萨米语支为*k，摩尔达维亚语支为*j，乌戈尔语支为*ɣ。它可能来自前乌拉尔语的*k的弱化；*x只出现在在闭元音结尾的词中，而*k在相同条件下很少见。
- δ´的音值同样有待商榷。学者们一般将其视作浊齿擦音*δ的颚化，国际音标写作[ðʲ]；然而该音在语言类型学上罕见，而且没有一种现存乌拉尔语言保存这个音值，所以也可能是硬颚擦音[ʝ]；甚至还可能是捷克语ř那样的硬颚流音。[10]也有人试图将它与其非颚化形式的发音部位一同调整，如乌戈尔语专家László Honti将*δ、*δ´构拟为边擦音：[ɬ]、[ɬʲ]，[12]:1–68而Frederik Kortlandt构拟了颚化的[rʲ]和[lʲ]，认为它们表现得像普通响音一样。[13]

#### 可疑成分
括号括起来的*ć、*š、*ĺ的证据很稀少，并非所有学者都支持构拟它们。Sammallahti (1988)注意到，*ć的3个例子是彼尔姆语支、匈牙利语和鄂毕-乌戈尔语言的，语支间*ć或*ś出现的只有“非常少的充分词源”支持。其他语言中，这些辅音间不存在一致的区分。龈后咝音*š的证据是“稀少但可能是决定性的”(出处同前)：它只在更西方的语支(芬-彼尔姆语支)中与*s有别，来自原始印欧语的借词也对应着龈后擦音(如*piši-或*peši-“烤”)。Sammallahti不屑于讨论*ĺ存在的可能性。另一方面，认为萨摩耶德语族对构拟原始乌拉尔语非常重要的Janhunen怀疑*š的存在，认为它是后原始乌拉尔语创新(p.210)。他认同Sammallahti忽略*ĺ的做法，认为拟音中只存在一个必须的单硬颚阻碍音，他将其拟作硬颚塞音[c](p.211)。

### 音位配列
词首或词尾不存在复辅音，只能出现单辅音。其中*δ *r *x *ŋ也不能出现在词首，不过这有可能是偶然的数据缺失。如萨摩耶德语族中不存在的*δäpδä“脾”，因为在词首存在*δ，也是被批判得最厉害的原始乌拉尔语词根构拟之一。相似的情况是*repä“狐狸”这是印度-雅利安语借词。
词根中只允许两个辅音相连。*j和*w即便在元音和辅音间也会被分析为辅音，因此不存在两个辅音后接“双元音”的例子，如芬兰语veitsi。浊音不成音位，双塞音(即叠音)很可能存在(*ïppi“岳父”、*witti“5”、*lükkä-“推”)。单音-叠音对立在大多数语言中演化为清浊对立，不过芬兰语支仍是显著的例外，如芬兰语appi、lykkää。
若因加后缀而产生不合法的复辅音，会插入一个闭元音。这一过程在芬兰语支中有另一个相反的过程，会在许多时候省略非重读的*e。

### 韵律
原始乌拉尔语没有声调，这与叶尼塞语系和一些西伯利亚语言不同。原始乌拉尔语也和印欧语一样，没有成音位的对比重音；原始乌拉尔语的首音节始终重读。

### 语音过程
辅音音阶系统在原始乌拉尔语中很可能已经出现：若果真如此，它可能是包含塞音浊化的语音交替：[p] ~ [b]、[t] ~ [d]、[k] ~ [g]。

## 语法
原始乌拉尔语是黏着语、主宾型配列语言。

### 名词
原始乌拉尔语名词至少有6个格、3种数：单数、双数、复数，不分性，现代乌拉尔语言没有一种含有性。也不存在冠词。
名词复数标记在词尾是*-t，非词首位置是*-j-，如芬兰语talot和talojen(“房子”主格复数和属格复数)。双数标记为*-k-，不过现代乌拉尔语大多没有双数了。
格：
- 主格(无后缀)
- 宾格 *-m
- 属格 *-n
- 方位格 *-na / *-nä
- 离格 *-ta / *-tä
- 携格 *-ŋ

3重对立只有方向格一种，分别是进、位于和出(即携格、方位格和离格)。这也是卡累利阿芬兰语支3向对立系统的起源。离格发展出的部分格是芬兰语支和萨米语支的创新。也可能有其他格，如Robert Austerlitz的原始芬-乌戈尔语就有第七个状语格。
原始乌拉尔语很可能还有转移格*-ksi。欠格*-ktak / *-ktäk的证据并不确凿，它可能是复合词。这样，原始乌拉尔语共有约七或八个高可能性的名词格。:24ff
名词还有领属后缀，且会据数和人称变形。它发挥其他语言中所有格代词的功能。

### 动词
动词至少可依数、人称和时变形。语态标记的构拟存在争议。部分学者认为动词的主格和宾格不一样，但实际上宾格动词与主格不一样的情况只在最东端的语言中存在，可能是区域创新。否定通过否定动词*e-表示，如芬兰语e+mme“我们不”。

#### 作格假设
斯德哥尔摩大学Merlijn De Smit认为原始乌拉尔语是作格语言，重新将宾格解释为携格，认为主语被属格和动词后缀*mV-标记。该理论的证据来自芬兰语支是施事助词结构，如miehen ajama auto—被人开的车、Naisen leipoma kakku—被女人烤的面包。这些结构中，通常无标的主语以属格形式出现，而一般被-n标记的直接宾语却无标。这样的现象很像被动结构。
这一结构也出现在乌德穆尔特语、马里语、摩尔多瓦语支 (缺乏-mV助词)和卡累利阿语中。不过，不同于芬兰语，该结构也用于不及物句中，动词以相同的-mV后缀标记，如乌德穆尔特语gyrem busy“耕地（被耕过的地）”、lyktem kišnomurt“到了的小姐”。马里语中的-mV助词标记过去被动，如东马里语omtam počmo“门被推开了”、təj kaləkən mondəmo ulat“你被人民忘却了”、memnan tolmo korno“我们来时的路”。:248
作格理论难以解释-mV助词，它应该并不是所谓作格标记，而与其现代多数语言的实际应用一样是被动标记，芬兰语的施事助词结构可能来自波罗的语族的相似结构，如立陶宛语tėvo perkamas automobilis或automobilis (yra) tėvo perkamas。注意波罗的语族和芬兰语支动词后缀间毫无疑问非常像，而且-mV在爱沙尼亚语和摩尔多瓦语支中都消失了。然而，波罗地语族的-ma助词并不与普通印欧语后缀那样是被动后缀。:249即便后缀不借自波罗的语族而是原始乌拉尔语的本土成分，被动到作格结构的变化也非常普遍，在印度-雅利安语族、萨利希语系和波利尼西亚语族中都有类似例子。被动句的无标主语，在主动句中常常有标(若语言为屈折语)，因此会被重分析为无标通格，有标施事则成了作格。:30

## 词汇
约能构拟500个原始乌拉尔语词根。不过不是所有的都在每个语支中有反映，特别是萨摩耶德语族。
构拟出的词汇大抵反映了中石器时代的狩猎采集文化，以及欧亚大陆北部的地形地貌(云杉、新疆五针松和其他几种西伯利亚北方针叶林特有物种)，在亲属称谓系统中也有有趣的点。另一方面，原始乌拉尔语无法构拟出农业词汇，表示“羊”“小麦”“面粉”的词不规则，地域分布也很有限。另外，表示“金属”或“铜”的词实际上是个漫游词(如北萨米语veaiki、芬兰语vaski“铜”；匈牙利语vas、Nganasan语basa“铁”)。

### 植物
树名
- *kowsi “云杉”
- *ďi̮mi “稠李”
- *si̮ksa “新疆五针松”

来自乌拉尔语源数据库的植物名称：
| 学名             | 俗名               | 原始形式                | 祖语            | 序号                        |
| ---------------- | ------------------ | ----------------------- | --------------- | --------------------------- |
| 欧洲云杉         | 云杉、冷杉         | *kawse, *kaxse          | 原始乌拉尔语    | 429 （页面存档备份，存于）  |
| 云莓             | 云莓、蔓越橘、结莓 | *mura                   | 原始乌拉尔语    | 564 （页面存档备份，存于）  |
| 欧洲山杨         | 山杨               | *pojɜ                   | 原始乌拉尔语    | 787 （页面存档备份，存于）  |
| 瑞士五叶松       | 新疆五针松         | *soksɜ (*saksɜ), *se̮ksɜ | 原始乌拉尔语    | 903 （页面存档备份，存于）  |
| 新疆落叶松       | 落叶松属           | *näŋɜ                   | 原始芬-乌戈尔语 | 591 （页面存档备份，存于）  |
| 毒蝇伞           | 毒蝇伞             | *paŋka                  | 原始芬-乌戈尔语 | 706 （页面存档备份，存于）  |
| 杜香             | 杜香               | *woĺɜ                   | 原始芬-乌戈尔语 | 1163 （页面存档备份，存于） |
| 黑加仑           | 黑加仑             | *ćɜkčɜ(-kkɜ)            | 原始芬-乌戈尔语 | 83 （页面存档备份，存于）   |
| 棘枝忍冬         | 忍冬属             | *kusa                   | 原始芬-彼尔姆语 | 1346 （页面存档备份，存于） |
| 榆属             | 榆属               | *ńolkɜ, *ńalkɜ          | 原始芬-彼尔姆语 | 1446 （页面存档备份，存于） |
| 欧洲赤松         | 欧洲赤松           | *pe(n)čä                | 原始芬-彼尔姆语 | 1475 （页面存档备份，存于） |
| 欧洲荚蒾、栓皮槭 | 欧洲荚蒾、栓皮槭   | *šewɜ                   | 原始芬-彼尔姆语 | 1612 （页面存档备份，存于） |
| 欧洲山杨         | 山杨               | *šapa                   | 原始芬-伏尔加语 | 1609 （页面存档备份，存于） |
| 茶藨子科         | 茶藨子科           | *ćɜkčɜ-tɜrɜ             | 原始芬-伏尔加语 | 1209 （页面存档备份，存于） |
| 挪威枫           | 枫属               | *wakš-tɜre (*wokštɜre)  | 原始芬-伏尔加语 | 1683 （页面存档备份，存于） |

### 动物
原始乌拉尔语动物名称：
鱼类
- *kala “鱼”
- *kuďi- “卵”
- *śi̮mi “鳞”
- *särki “拟鲤属/梅花鲈”
- *säwni / *sewni ‘高体雅罗鱼’
- *totki “丁鳜”

鸟类
- *śäkśi “鹗”
- *śodka “鹊鸭属”
- *kurki / *ki̮rki “鹤”
- *lunta “鹅”
- *epik(i) “雕鸮属”
- *ti̮ktV / *tuktV “黑喉潜鸟”
- *pesä “巢”
- *muna “蛋”
- *tulka “羽”

哺乳类
- *ńoma(-la) “野兔”
- *ńukiś(i) “貂属/紫貂”
- *ora(-pa) “松鼠”
- *śijil(i) “刺猬”
- *šiŋir(i) “鼠”

爬行类与昆虫
- *küji “蛇”
- *täji “虱子”

来自乌拉尔词源数据库的动物名称：
| 学名                   | 俗名         | 原始形式                                   | 祖语                              | 序号                        |
| ---------------------- | ------------ | ------------------------------------------ | --------------------------------- | --------------------------- |
| 鳟鱼                   | 鳟的一种     | *kȣmɜ                                      | 原始乌拉尔语                      | 440 （页面存档备份，存于）  |
| 松貂                   | 松貂         | *lujɜ                                      | 原始乌拉尔语                      | 494 （页面存档备份，存于）  |
| 北极红点鲑、鳟、哲罗鲑 | 鲑鱼模式种   | *ńowŋa                                     | 原始乌拉尔语                      | 642 （页面存档备份，存于）  |
| 白北鲑                 | 西伯利亚白鲑 | *ončɜ                                      | 原始乌拉尔语                      | 669 （页面存档备份，存于）  |
| 花尾榛鸡               | 花尾榛鸡     | *piŋe (*püŋe)                              | 原始乌拉尔语                      | 770 （页面存档备份，存于）  |
| 白鼬                   | 白鼬         | *pojta                                     | 原始乌拉尔语                      | 786 （页面存档备份，存于）  |
| 丁鳜                   | 丁鳜         | *totke                                     | 原始乌拉尔语                      | 1068 （页面存档备份，存于） |
| 绿啄木鸟属             | 一种啄木鸟   | *kȣ̈rɜ                                      | 原始芬-乌戈尔语                   | 446 （页面存档备份，存于）  |
| 西方蜜蜂               | 蜜蜂         | *mekše                                     | 原始芬-乌戈尔语                   | 534 （页面存档备份，存于）  |
| 松鸡                   | 松鸡雄性     | *paδ̕tɜ                                     | 原始芬-乌戈尔语                   | 688 （页面存档备份，存于）  |
| 家燕                   | 燕科         | *päćkɜ                                     | 原始芬-乌戈尔语                   | 711 （页面存档备份，存于）  |
| 欧洲鲟                 | 鲟科         | *śampe                                     | 原始芬-乌戈尔语                   | 932 （页面存档备份，存于）  |
| 黑喉潜鸟               | 黑喉潜鸟     | *tokta                                     | 原始芬-乌戈尔语                   | 1062 （页面存档备份，存于） |
| 松鸡                   | 松鸡         | *kopa-la (*koppa-la), *kopa-ľ́a (*koppa-ľ́a) | 原始芬-乌戈尔语或 原始芬-伏尔加语 | 353 （页面存档备份，存于）  |
| 山雀属                 | 山雀科       | *ćȣńɜ                                      | 原始芬-彼尔姆语                   | 1206 （页面存档备份，存于） |